# Усть-Мензинский археологический комплекс
Усть-Менза — комплекс археологических памятников в Красночикойском районе Забайкальского края России, расположенный в месте впадение реки Менза в реку Чикой. Комплекс был открыт в 1980-х годах. С момента открытия и по сей день продолжаются исследования местонахождения под руководством М. В. Константинова, А. В. Константинова и других исследователей.

## Описание
Комплекс представлен 18-ю памятниками, характеризующимися поселениями, стоянками древнего человека, жилищами, мастерскими-стоянками, очагами и захоронениями. В целом комплекс датируется возрастом 85 тыс. лет (эпоха мустье) — этнографической современностью. На противоположной стороне урочища располагался филиал Гутайского ГУЛАГа, заключенные которого в ужасных условиях занимались вырубкой и сплавом леса.
Особо следует отметить следующие памятники:
1. Усть-Менза-1, имеющая 25 культурных слоев, в 5 из которых были обнаружены жилища с многочисленными изделиями из камня, а также кости, по мнению исследователей, обколотые. Возраст объекта варьируется от 14 до 2 тыс. лет до нашей эры[1]
2. Усть-Менза-2 представлена 31 культурным горизонтом. Это самый большой памятник во всем комплексе, который изучается археологами в настоящее время. В 4, 20 и 21 культурных слоях были обнаружены жилища. Самые верхние слои (2-8) наиболее богаты находками. Возраст памятника по радиоуглеродному анализу — от 21 до 2 тыс. до нашей эры[1]
3. Усть-Менза-6 (Груздевая) — древнее поселение с 11 культурными горизонтами от эпохи плейстоцена до голоцена. В неолитическом культурном слое было выявлено захоронение[7]
4. Усть-Менза-14 (Лагерная). Всего на памятнике два хорошо выраженных культурных слоя. 1-й слой связан с каштаном (эпоха бронзы). 2-й слой связан с аллювиальными отложениями (эпоха палеолита). Всего здесь было найдено более 3000 артефактов. Предварительный возраст памятника — от 30 до 3 тыс. лет[8][9]
5. Усть-Менза-15 (Кедровая). Особенность данного памятника заключается в том, что во 2 переотложенном культурном слое были найдены каменные изделия архаичной формы. Исследователи предварительно отнесли их к эпохе среднего палеолита[3] Полевой лагерь

Планируется выполнить анализ ДНК мужчины с археологического комплекса Усть-Менза. Его ДНК изучают в лаборатории геогенетики Университета Копенгагена (Дания). Изучение останков и реконструкция черепов выявили принадлежность неолитических людей из Усть-Мензы-VI, а также из погребений Жиндо на правом берегу реки Чикой и Падь Токуй в Даурском нагорье на левом берегу реки Мензы эпохи неолита и ранней бронзы к палеоазиатскому антропологическому типу.